# Баньолі-Ірпіно
Баньолі-Ірпіно (італ. Bagnoli Irpino) — муніципалітет в Італії, у регіоні Кампанія,  провінція Авелліно.
Баньолі-Ірпіно розташоване на відстані близько 250 км на південний схід від Рима, 70 км на схід від Неаполя, 26 км на схід від Авелліно.
Населення — 3243 особи (2014).
Щорічний фестиваль відбувається 10 серпня. Покровитель — Святий Лаврентій.

## Демографія
Населення за роками:

Станом на 1 січня 2023 року в муніципалітеті офіційно проживали 32 іноземці з 13 країн, серед них 11 громадян країн Євросоюзу та 9 громадян України.

## Сусідні муніципалітети
- Ачерно
- Калабритто
- Капозеле
- Ліоні
- Монтелла
- Нуско